# WWE Fatal 4-Way
WWE Fatal 4-Way a fost un eveniment anual de pay-per-view de wrestling profesionist organizat de World Wrestling Entertainment (WWE), a avut loc pe 20 iunie din 2010 de la Nassau Veterans Memorial Coliseum în Long Island, New York. 
Fatal 4-Way a fost încorporată în programarea de pay-per-viuri WWE în anul 2010 cu intentia ca luptele pentru titluri majore sa fie în stilul de lupta Fatal 4 Way, înlocuind The Bash ca evenimentul din luna iunie. Acesta a fost scos din programare în 2011.